# Discrimination contre les athées
 (décembre 2018).
Si vous disposez d'ouvrages ou d'articles de référence ou si vous connaissez des sites web de qualité traitant du thème abordé ici, merci de compléter l'article en donnant les références utiles à sa vérifiabilité et en les liant à la section « Notes et références ».

Pays dans lesquels en 2007 l'apostasie de la religion d'État est soumise à la peine de mort selon les lois nationales (noir) ou locales (gris foncé).

La discrimination contre les athées est une forme d'intolérance religieuse à l'encontre des non-croyants. Elle est parfois désignée sous le nom d'athéophobie.

## Situation actuelle

### Afghanistan
La constitution afghane appelle au respect des conventions internationales que le pays a signées, comme la Déclaration universelle des droits de l'homme dont un article prévoit la liberté de religion. Mais elle oblige toute loi à être conforme à l'islam, dont l'interprétation traditionnelle réserve la peine de mort aux musulmans ayant renoncé à leur religion.

### Algérie
Un non-musulman ne peut pas se marier avec une femme musulmane (Code de la famille algérien I.II.30). Les apostats sont déshérités (Code de la famille algérien III.I.138).

### Arabie saoudite
En Arabie saoudite, l'accès aux villes saintes de La Mecque et de Médine est interdit aux athées et plus généralement à tous les non‑musulmans.
Le fait pour un ancien musulman de se déclarer athée (apostasie) est passible de la peine de mort par décapitation.
Selon le décret royal 44, « l’appel à la pensée athée sous toutes ses formes » relève du terrorisme, et est puni de trois à vingt années de prison.

### Égypte
En Égypte, se déclarer athée peut être considéré comme une insulte à l'islam, et conduire à des arrestations. En milieu rural, ou traditionnel, il peut entraîner des crimes dits d'"honneur", l'un des membres de la famille d'une personne se déclarant athée pouvant être désigné pour assassiner la personne, pour laver l'honneur, de ce qui est vu comme une forme de honte.

### États-Unis
Au cours du procès de 1994 intitulé Board of Education of Kiryas Joel Village School District v. Grumet, la cour suprême de justice statue que « le gouvernement ne devrait pas préférer une religion à une autre, ou la religion à l'irréligion ». Le procès Everson v. Board of Education a d'autre part établi que « Ni un État ni le gouvernement fédéral ne peuvent faire entrer en vigueur des lois qui aident une religion particulière, qui aident toutes les religions, ou qui préfèrent une religion à toutes les autres ».
Cette clause s'applique aussi bien aux États qu'au gouvernement fédéral. Cependant, de nombreuses constitutions étatiques laissent conditionnelle la protection des personnes vis-à-vis de la discrimination religieuse, et notamment sur la question de l'existence d'une divinité, ce qui laisse les athées dépourvus de leur droit à la liberté de religion, ou plus exactement liberté d'irréligion.
Les droits civiques concernant des sujets ayant trait à la religion sont régulièrement apportés devant les cours fédérales, chacun ayant un aspect symbolique fort.
Au cours du procès Elk Grove Unified School District v. Newdow, après que Michael Newdow, athée, eut demandé que la phrase « under God » soit retirée du serment d'allégeance au drapeau des États-Unis, le cour d'appel des États-Unis pour le neuvième circuit jugea la phrase effectivement inconstitutionnelle.
Pendant le laps de temps avant que la décision soit jugée en appel, la rumeur courut que le serment cesserait d'être utilisable, d'un point de vue légal, sans modifications dans les écoles de l'ouest des États-Unis. La décision provoqua une fureur politique, et à la fois le Congrès et la Chambre condamnèrent la décision, de façon unanime.
Le 26 juin, un groupe de républicains de 100 à 150 hommes se constitue, et récite le serment, pour montrer à quel point il est en désaccord avec la décision du tribunal. La cour suprême annula la décision, jugeant que Newdow n'avait pas l'intérêt pour agir (locus standi), ce qui annulait la procédure, et évita ainsi d'avoir à juger de la constitutionnalité du serment.

#### Groupes pratiquant la discrimination
Certaines organisations privées, dont la plus célèbre est Boy Scouts of America, n'autorise pas les membres athées. Cependant, cette politique a été pointée du doigt par les organisations qui affirment que Boy Scouts of America bénéficie d'argent du contribuable, et qu'elle ne devrait pas être donnée à de telles organisations privées, ou alors que ces dernières devraient accepter les athées.

#### Constitutions comportant des discriminations
Les constitutions de certains États américains nécessitent la croyance en Dieu, ou en un être suprême, comme un prérequis pour tenir une audience publique ou être avocat à la cour. On peut citer parmi ces États l'Arkansas, le Maryland, la Caroline du Sud, le Tennessee et le Texas.
Une décision de la Cour Suprême des États-Unis au cours du jugement Torcaso v. Watkins (en) mena au premier amendement à la constitution américaine ainsi qu'au 14e amendement de cette même constitution, lorsque la constitution fédérale a redéterminé le droit de chaque État de choisir ses propres lois.

### Indonésie
Le droit de ne pas avoir de religion n'est pas reconnu en Indonésie.
Toute personne critiquant ou contestant l'une des religions reconnues (islam, christianisme (catholique ou protestant), hindouisme, bouddhisme ou confucianisme), et diffusant cette critique, encourt jusqu'à onze ans de prison. Chaque personne doit faire figurer sa religion sur sa carte d'identité. L'obligation d'être croyant est « le premier pilier de la philosophie d'État en Indonésie - pancasila ». Endy Bayuni, rédacteur en chef du Jakarta Post, rapporte que l'obligation légale imposée à chacun d'être croyant a été incorporée à la constitution dans les années 1940, lors de la lutte contre une insurrection communiste. L'athéisme est ensuite réprimé sous le régime du Président Soeharto (1967-1998), « qui traita l'athéisme comme ennemi de l'État » en l'assimilant au communisme. Les athées doivent alors se déclarer officiellement membres d'une religion pour échapper aux persécutions.
En juin 2012, pour la première fois, un athée, Alexander Aan, est condamné à deux ans et demi de prison ferme pour avoir publié des messages athées sur Facebook, et pour avoir invité les croyants à en débattre avec lui,. Amnesty International décrit alors Aan comme un prisonnier d'opinion, et demande sa libération immédiate.

### Iran
De tradition chiite, l'Iran a condamné à mort des musulmans ayant apostasié sur la base de la charia non codifiée. Des peines sont régulièrement prononcées. Avant 1989, se déclarer athée en Iran conduisait directement à la potence. Depuis la fin des années 1990, la mort n'est plus prononcée pour les athées, mais les peines de prison sont toutes aussi pénibles, et lourdes, pas très enviables, avec des peines de travaux forcés, et l'attitude du régime est tout aussi sévère. La torture peut être utilisée, toutefois, pour confondre un athée, et peut entraîner des "bavures" qui peuvent déboucher sur la mort d'un individu. De nos jours, être athée en Iran se fait dans la clandestinité, pour éviter des souffrances, et celui qui n'est pas croyant va éviter de le revendiquer, même s'il est notoire qu'il ne fréquente pas la mosquée, ce qui montrerait presque une certaine forme de tolérance. En revanche, si un athée injurie la religion musulmane, c'est alors vu comme du blasphème, et entraîne automatiquement la peine de mort.

### Malaisie
L’article 11 de la constitution fédérale de Malaisie garantit à chacun le droit de choisir sa religion, mais l’article 3 dispose que l’islam est la religion officielle, et qu’on ne doit pas en prêcher d’autre aux musulmans. La majeure partie des États ont adopté la Loi de contrôle et de restriction, qui prévoit une amende de 10 000 ringits, ou une peine d’un an de prison, pour ceux qui induisent un musulman à changer de religion. La critique de l’islam est considérée par la loi comme un acte de sédition (Sedition Act hérité de la période coloniale). Il est donc très difficile aux musulmans (essentiellement les Malais, considérés comme musulmans de naissance) d’abandonner leur religion car ils doivent pour cela faire entériner leur choix par un tribunal religieux musulman, seule juridiction compétente en la matière depuis 1988. La demande est presque toujours refusée, et une peine peut être imposée pouvant aller jusqu’à la prison ou l'enfermement dans un camp de « réhabilitation » jusqu'au renoncement de leur projet d'officialisation de leur apostasie. Deux cas particulièrement connus sont ceux de Lina Joy et Kamariah Ali qui bataillent depuis plusieurs années pour faire reconnaitre leurs conversions respectives au catholicisme et à la « Religion du Ciel », un mouvement syncrétiste d’apparition récente. La première a vu sa demande de faire reconnaître son changement de religion par un tribunal civil rejetée définitivement en cassation le 30 mai 2007.
La question de l’apostasie fait l’objet de débats animés entre les musulmans libéraux qui estiment qu’il n’y a aucun avantage à maintenir de force un non-croyant dans l’islam, et une forte et active minorité de fondamentalistes désireux d’imposer encore plus de restrictions, comme des peines de prison obligatoires, voire la peine de mort. Selon Zainah Anwar, directrice de Sisters in Islam, la concurrence pour les voix des Malais musulmans entre le parti malais UMNO et le PAS islamiste se traduit par une surenchère identitaire, dont l’islamisation progressive du système judiciaire entamée dans les années 80 est un des résultats. Le développement simultané de deux tendances contradictoires (renforcement du pouvoir des tribunaux islamiques, et soutien de la société pour la liberté de religion) est source de conflits.
Par ailleurs, si l’apostasie était facilitée, l’apostat devrait en contrepartie perdre sa qualité de Malais, et donc le bénéfice des quotas que l’article 153 de la constitution fédérale lui réserve dans l’administration, le commerce et l’éducation. Mais il est vrai que ces dispositions avantageuses sont déjà menacées par le désir d’élever la compétitivité économique nationale

### Mauritanie
En Mauritanie, le Code pénal de 1984 dit:

« Toute personne qui aura commis un outrage public à la pudeur et aux mœurs islamiques, ou a violé les lieux sacrés ou aidé à les violer, si cette action ne figure pas dans les crimes emportant la Ghissass ou la Diya, sera punie d'une peine correctionnelle de trois mois à deux ans d'emprisonnement et d'une amende de 5.000 à 60.000 UM.

Tout musulman coupable du crime d'apostasie, soit par parole, soit par action de façon apparente ou évidente, sera invité à se repentir dans un délai de trois jours.

S'il ne se repent pas dans ce délai, il est condamné à mort en tant qu'apostat, et ses biens seront confisqués au profit du Trésor.

S'il se repent avant l'exécution de cette sentence, le parquet saisira la Cour suprême, à l'effet de sa réhabilitation dans tous ses droits, sans préjudice d'une peine correctionnelle prévue au 1er paragraphe du présent article.

Toute personne coupable du crime d'apostasie (Zendagha) sera, à moins qu'elle ne se repente au préalable, punie de la peine de mort. »

### Nigéria
Bien que le Nigéria soit laïc dans sa constitution, plusieurs cas d'arrestations et de meurtres d'athées et d'apostats (venant souvent de musulmans) ont été recensés dans le pays,,.

### Libye
Le rejet de l'islam peut être sanctionné par la perte de la citoyenneté[réf. nécessaire].

### Soudan
Le Soudan applique la charia qui, selon l'interprétation individuelle, peut condamner à mort les musulmans apostats.

### Suède
En Suède, pourtant considéré comme l'un des pays les plus séculiers du monde,, il existe des lois qui peuvent être considérées comme discriminatoires contre les athées :
- Dans les écoles publiques, le début de chaque semestre se tient dans une église et un prêtre délivre son sermon. De même, les écoles organisent des sorties à l'église avant certaines périodes de vacances scolaires. Lorsque les athées suédois se sont opposés à cette tradition, les politiciens sont intervenus pour la défendre.

Ainsi, le 26 octobre 2006, le ministre suédois de l'éducation, Jan Björklund, fit savoir que « Nous ne devrions pas avoir de règles en Suède qui feraient que les gens ne continueraient pas les débuts d'années scolaires et les cérémonies à l'église. Il n'y aura pas de changements sur ces règles. »
- En octobre 2006, l'association des suédois humanistes porta plainte auprès de l'ombudsmen du Parlement suédois[34] et du Chancelier de Justice suédois[35] à propos des sermons que le parlement soutenait car, selon l'organisation humaniste, cette règle est contraire à la laïcité, et est discriminatoire à l'encontre des non-chrétiens, et notamment les athées. L'ombudsmen et le chancelier ont, tous deux, conclu qu'il n'existait aucune juridiction qui pouvait aller à l'encontre de cette tradition, et se limitèrent à ces propos. Aujourd'hui encore, les prêtres continuent leurs sermons à chaque rentrée scolaire.

## Symboles nationaux

### Devises nationales
Afrique
- Maroc : 
  - الله ؛ الوطن ؛ الملك (Arabe) : « Dieu, la patrie, le roi »
- Ouganda : 
  - For God and My Country (Anglais) : « Pour Dieu et mon pays »
- Soudan : 
  - Dieu, peuple, patrie
- Sénégal : 
  - Un peuple, un but, une foi

Amérique
- République dominicaine : 
  - Dios, Patria, Libertad (espagnol) : « Dieu, Patrie, Liberté »
- Dominique : 
  - After God is the earth (anglais) : « Après Dieu est la terre »
- États-Unis : 
  - In God We Trust (anglais) : « En Dieu nous croyons »
- Grenade : 
  - Ever conscious of God, we aspire, build and advance as one people (anglais) : « Toujours conscient de Dieu, nous aspirons, construisons et avançons comme un peuple uni »
- Salvador : 
  - Dios, Unión, Libertad (espagnol) : « Dieu, union, liberté »
- Venezuela : 
  - Dios y Federación (espagnol) : « Dieu et Fédération »

Asie
- Afghanistan : 
  - « Allah est grand. Il n'y a de dieu qu'Allah et Mohammed est son prophète »
- Arabie saoudite : 
  - « Il n'y a de dieu qu'Allah et Mohammed est son prophète »
- Brunei : 
  - « Toujours servir avec l'aide de Dieu »
- Irak : 
  - الله أكبر : « Dieu (Allah) est grand »
- Jordanie : 
  - الله ؛ الوطن ؛ الملك (Arabe) : « Dieu, la patrie, le roi »
- Philippines : 
  - Maka-Diyos, Maka-Tao, Makakalikasan at Makabansa (tagalog) : « Pour l'amour de Dieu, du peuple, de la nature et du pays »
- Yémen : 
  - Allah, al Watan, al Thaoura (arabe): « Dieu, la patrie, la révolution »

Europe
- Danemark : 
  - Devise royale actuelle : Guds hjælp, folkets kærlighed, Danmarks styrke (danois) : « L'aide de Dieu, l'amour du peuple, la force du Danemark »
- Liechtenstein : 
  - Für Gott, Fürst und Vaterland : « Pour Dieu, le prince et la patrie »
- Monaco : 
  - Deo juvante (latin) : « Avec l’aide de Dieu »
- Pologne: 
  - Bóg, Honor i Ojczyzna (pol.): « Dieu, l'Honneur et la Patrie » (devise de l'armée polonaise, traditionnelle, introduite par la Loi sur les signes d'armée de 19 février 1993, art. 14 ust.3)
- Royaume-Uni : 
  - Dieu et mon droit

Océanie
- Fidji : 
  - Rerevaka na Kalou ka Doka na Tui : « Craindre Dieu et honorer la reine »
- Nauru :
  - God's will first (anglais) : « la volonté de Dieu d'abord »
- Samoa : 
  - Faavae i le Atua Samoa (samoan) : « Puisse Dieu être l'assise de Samoa »
- Tonga : 
  - Dieu et Tonga sont mes héritages
- Tuvalu : 
  - Tuvalu mo te Atua (Tuvaluan) : « Les Tuvalu avec Dieu »
- Vanuatu
  - Long God Yumi Stanap (bichelamar) : « Nous nous tenons devant Dieu »

### Hymnes nationaux
Dans d'autres cas, ce sont les paroles de l'hymne national qui peuvent être embarrassantes. Ci-dessous celles qui l'incluent dans le refrain:
- Brunei : 
  - "Ya Allah lanjutkan la usia Duli tuanku": « Dieu bénisse le sultan »
- Fidji : 
  - God Bless Fidji : « Dieu Bénisse les Fidji »
- Ghana : 
  - God Bless Our Homeland Ghana : « Dieu Bénisse Notre Patrie le Ghana »
- Hongrie : 
  - Isten áldd meg a magyart : « Dieu, bénis les Hongrois »
- Îles Cook : 
  - Te Atua Mou E : « Dieu est la vérité »
- Îles Salomon :
  - God Save Our Solomon Islands : « Dieu Sauve nos Iles Salomon »
- Kenya :
  - Ee Mungu Nguvu Yetu : « Ô Dieu de toute la création »
- Lettonie :
  - Dievs, Sveti Latviju : « Dieu honore la Lettonie »
- Malawi :
  - Mlungu salitsani malawi : « Ô Dieu honore notre pays le Malawi »
- Nouvelle-Zélande :
  - God Defend New Zealand : « Dieu Défende la Nouvelle-Zélande »
- Serbie :
  - Bože Pravde : « Dieu donne Justice »
- Soudan :
  - Nahnu Djundulla Djundulwatan : « Nous sommes l'armée de Dieu et de notre terre »
- Suriname :
  - God zij met ons Suriname : « Dieu soit avec le Suriname »
- Eswatini :
  - Nkulunkulu Mnikati wetibusiso temaSwati : « Oh Seigneur notre Dieu, ordonnateur des bénédictions des Swazis »
- Tanzanie :
  - Mungu ibariki Afrika : « Dieu honore l'Afrique »
- Tuvalu :
  - Tuvalu mo te Atua : « Les Tuvalu avec Dieu »

De nombreuses anciennes colonies britanniques continuent de partager l'hymne du Royaume-Uni, God Save the Queen/King (Dieu sauve la reine/le roi) :
- Anguilla
- Bermudes
- Gibraltar
- Sainte-Hélène, Ascension et Tristan da Cunha
- Îles Turques-et-Caïques